# Symfonie nr. 8 (Weinberg)
Mieczysław Weinberg voltooide zijn Symfonie nr. 8 “Poolse bloemen” in 1964.

## Achtergrond
Weinbergs Zevende symfonie was er een in kleine bezetting. Met Symfonie nr. 8 en Symfonie nr. 9 pakte Weinberg het grootser aan. De achtste symfonie verlangt een groot symfonieorkest, een gemengd koor en drie solisten, sopraan, alt en bariton. Weinberg zette in deze achtste muziek onder teksten uit het epos Kwiaty Polskie (Poolse bloemen) van Julian Tuwim. Deze Poolse schrijver moest net als Weinberg op de vlucht voor nazi-Duitsland. Tuwin belandde in de Verenigde Staten, Weinberg in de Sovjet-Unie. Weinberg koos veelvuldig teksten van Tuwin, beginnend in 1940 bij zijn liederenbundel Acacia's.
Het gebruik van Tuwins teksten was niet zonder gevaar want binnen de landen binnen de invloedssfeer van de Sovjet-Unie werd Tuwins werk vanuit de overheid niet “gewaardeerd”. In Polen kon het pas na de Poolse lente van 1956 gelezen worden. Het grootse werk bleef trouwens onvoltooid. Tuwin was van plan nog minstens twee vervolgen te schrijven, maar het kwam er niet meer van.

## Muziek
De symfonie heeft een sterk afwijkende opbouw. De symfonische indeling volgt niet de klassieke vierdelige opzet, maar een tiental teksten:
1. Podmuch wiosny (een vlaag lente, over verleden en toekomst van Polen)
2. Bałukcie dzieci (Kinderen van Bałuty, sociale ongelijkheid in een industriewijk van  Łódź)
3. Przed stara chata (Voor de oude hut, over de armoede in Polen in vroeger tijden)
4. Był sad (Er was een boomgaard, armoede vooral bij boeren, zigeuners en Joden)
5. Bez (Vlier, vrucht die de lente, dan wel betere tijden aankondigt)
6. Lekcja (Les, de jeugd moet leren van de lessen uit het verleden om te voorkomen dat het weer mis gaat)
7. Warszawskie psy (Honden van Warschau, het eten van hondenvlees door mensen in slechte tijden)
8. Matka (Moeder, uitmoorden van families tijdens de bezetting van Polen door de Duitse bezetter, Tuwin moest zijn moeder achterlaten, die tijdens/als gevolg van de oorlog overleed)
9. Sprawiedliwosc (Gerechtigdheid, de hoop dat het na het naziregime beter zou gaan onder de invloed van de Sovjet-Unie)
10. Wisła płynie (de  Wisła stroomt, over de onverwoestbaarheid van de Polen).

De eerste uitvoering vond plaats op 6 maart 1966 door Alexander Yurlov (was koordirigent) met het Sovjet Academisch koor en het Filharmonisch Orkest van Moskou. De muziek van Weinberg vertoont gelijkenis met die van zijn grote voorbeeld Dmitri Sjostakovitsj en dat is met name in de delen 5 en 6 goed te horen.

### Orkestratie
- tenor
- gemengd koor met solisten sopraan en alt
- 4 dwarsfluiten, 3 hobo’s, 4 klarinetten, 3 fagotten, 3 saxofoons
- 4 hoorns, 3 trompetten, 3 trombones, 1 tuba
- pauken, 3 man/vrouw percussie, 1 harp, 2 piano’s, orgel
- violen, altviolen, celli, contrabassen

Nr. 1 · Nr. 2 · Nr. 3 · Nr. 4 · Nr. 5 · Nr. 6 · Nr. 7 · Nr. 8 · Nr. 9 · Nr. 10 · Nr. 11 · Nr. 12 · Nr. 13 · Nr. 14 · Nr. 15 · Nr. 16 · Nr. 17 · Nr. 18 · Nr. 19 · Nr. 20 · Nr. 21 · Nr. 22